# 리안민
리안민(중국어 간체자: 李安民, 병음: Lî Ānmín, 한자음: 이안민, 1946년 9월 ~ )은 중화인민공화국의 수학자로, 중국과학원 원사이다.

## 학력
- 베이징 대학 수학역학 학사•석사
- 베를린 공과대학교 박사